# Croix-de-Feu

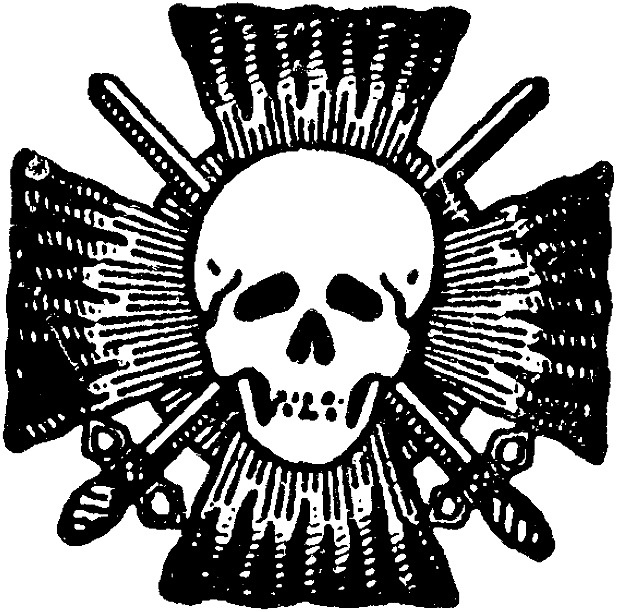
Symbool van de Croix-de-Feu

Les Croix-de-Feu, De Vuurkruisen, waren een vereniging van Franse oud-strijders uit de Eerste Wereldoorlog die in de jaren 1930 uitgroeiden tot een politieke beweging onder leiding van kolonel François de La Rocque. Door hun uitgesproken nationalisme en hun paramilitaire organisatie werden ze door velen beschouwd als de belangrijkste extreemrechtse organisatie in Frankrijk.  
In hoeverre de beweging als fascistisch moet worden bestempeld, is een punt van discussie.  

## Ontstaan
De Croix-de-Feu werden in 1927 onder de naam Association des combattants de l'avant et des blessés de guerre cités pour action d'éclat opgericht door Maurice d'Hartoy. De naam kan worden vertaald als 'Vereniging van strijders in de voorste linies en oorlogsgewonden die werden vermeld voor schitterende daden'. Ze verenigden de veteranen, die zich tijdens de Eerste Wereldoorlog bijzonder hadden onderscheiden, in één vereniging. Ze moesten het Croix de Guerre hebben gekregen en aan het front hebben gevochten. Het aantal leden was aanvankelijk dan ook tot enkele honderden beperkt. 
Later stichtte d'Hartoy een soortgelijke vereniging, de Association des Briscard, briscard betekent oude rot, dus ervaren militair, voor veteranen die, zonder te zijn gedecoreerd, minstens zes maanden in de voorste linies hadden gevochten. De twee verenigingen werden in 1929 samengevoegd tot de Croix-de-Feu et Briscards. De nieuwe vereniging beperkte zich aanvankelijk tot ledenbijeenkomsten, deelname aan herdenkingsplechtigheden en bedevaarten naar de slagvelden van de Eerste Wereldoorlog, van hun Grande Guerre. Ze werden vanaf het begin door een nationalistische en antiparlementaire sfeer gedomineerd, leidende politici werd verweten tijdens de oorlog niet vooraan te hebben gevochten. 
De Croix-de-Feu kregen in het begin financiële steun van François Coty, een steenrijke parfumfabrikant en eigenaar van de gezaghebbende krant Le Figaro, die eerder al verschillende extreemrechtse groepen had gesteund. De vereniging was toen in het gebouw van Le Figaro gevestigd.

## Veranderingen onder kolonel de La Rocque

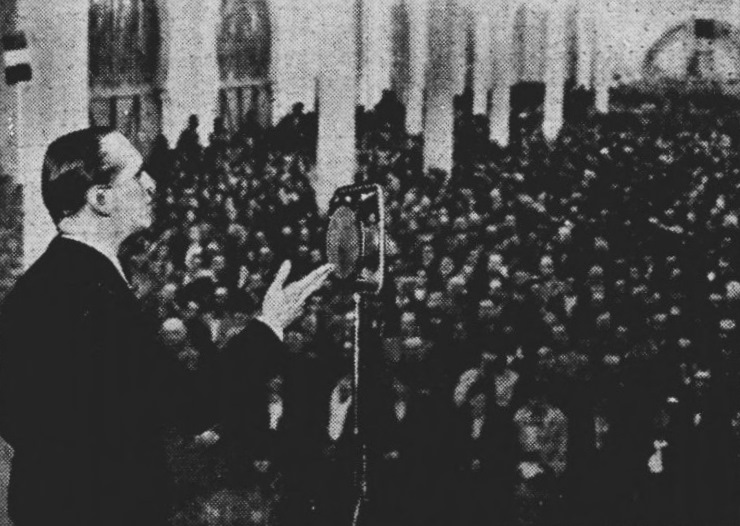
Toespraak van kolonel de La Rocque voor de Croix-de-Feu in 1936

Luitenant-kolonel buiten dienst François de La Rocque werd in 1932 voorzitter van de Croix-du-Feu. Hij zou hun onbetwiste leider worden. Hij maakte een einde aan de invloed van Coty en gaf de beweging een eigen politiek en sociaal karakter. 
La Rocque, die een groot talent had om te organiseren, stichtte een aantal nevenorganisaties, zoals een vereniging van zonen en dochters van de Croix-de-Feu en de Volontaires nationaux, een paramilitaire groep die voor iedereen open stond. François Mitterrand, die later president van Frankrijk werd, was één jaar lid van de Volontaires nationaux.  
La Rocque richtte verder nog een aantal sociale instellingen  op, zoals vakantiehuizen voor kinderen, hulpdiensten voor leden, voor slachtoffers van rampen en behoeftigen, activiteiten voor sport en vrije tijd, enzovoort. Dit alles deed de invloed en de aanhang van de beweging sterk toenemen. Het aantal aanhangers steeg snel naar de tienduizenden.

## Kenmerken
De Croix-du-Feu raakten vooral bekend door hun grote optochten. De leden marcheerden zeer gedisciplineerd en droegen daarbij hun oorlogsdecoraties, insignes en een armband, maar ze droegen geen uniform of wapens. De beweging beschikte wel over een echte militie, de Dispos, die regelmatig trainingen hielden en snel konden worden gemobiliseerd. Voor het transport stelden de leden auto's en zelfs vliegtuigen ter beschikking en er was een inlichtingendienst. Dit alles op perfect militaire wijze georganiseerd onder leiding van La Rocque. Buitenstaanders vreesden dat de Croix-du-Feu de macht wilden overnemen naar het voorbeeld van Mussolini's Mars op Rome.  
La Rocque formuleerde de ideologie van zijn beweging in het boek Service public (1934). Hij zag de kameraadschap van de oud-frontsoldaten als een model voor de samenleving. De klassentegenstellingen moesten worden verzoend door een corporatieve bedrijfsorganisatie. Hij hechtte veel aandacht aan betere sociale voorzieningen: minimumloon, betaalde vakantie en recreatiemogelijkheden voor de arbeiders. Hij wilde ook de staat hervormen door een versterking van de uitvoerende macht om zo een einde te maken aan de politieke chaos veroorzaakt door het parlementair systeem van de Derde Republiek. 
Op internationaal vlak toonden de Croix-de-Feu zich zeer wantrouwig tegenover Duitsland. Ze hadden zich gekant tegen het voortijdig beëindigen van de bezetting van het Rijnland, zoals voorzien in het Verdrag van Locarno.

## Evolutie en ontbinding
De Croix-de-Feu namen op 6 februari 1934, die toen zowat 35.000 aanhangers telden, deel aan de grote betoging die in Parijs werd gehouden als protest tegen de regering als gevolg van het Stavisky-schandaal. Toen leiders van de extreemrechtse ligues aanzetten om het Palais Bourbon, de zetel van de Kamer van afgevaardigden, te bestormen, weigerde La Rocque daaraan mee te doen. De Croix-de-Feu, die wellicht de meerderheid van de betoging vormden, trokken zich terug, waardoor het voornemen van onder meer de Action Française mislukte om een einde te maken aan het regime. 
Een aantal leden scheurde zich af en trad toe tot meer extreme bewegingen. Toch bleef de aanhang van de Croix-de-Feu fel groeien. La Rocque breidde zijn netwerk nog uit door oprichting van een vrouwenorganisatie, een jongerenorganisatie en eigen vakbonden. Alles tezamen groepeerde de beweging in 1936 meer dan 700.000 mensen. 
Voor links werd deze massabeweging als een bedreiging van de democratie beschouwd. Na de overwinning van het Volksfront bij de parlementsverkiezingen van 1936, besliste de regering van Léon Blum op 18 juni 1936 de Croix-de-Feu als een privé-militie te beschouwen en daarom te ontbinden. Kolonel de La Rocque stichtte echter meteen daarop een politieke partij, de Parti Social Français, die de organisaties en het programma van de Croix-de-Feu tot aan de Tweede Wereldoorlog zou voortzetten.

## Fascistisch?
Onder historici en politieke wetenschappers is gediscussieerd of de Croix-de-Feu en hun opvolger, de Parti Social Français, al dan niet fascistisch waren. Vast staat dat veel tijdgenoten hen als fascisten beschouwden en een grote gelijkenis zagen tussen de Croix-de-Feu-formaties en de fascistische milities in andere landen. Het corporatistisch programma deed ook aan het fascisme denken. 
Anderzijds was La Rocque niet tegen het republikeins regime en hij wees ook het totalitarisme af, evenmin waren de Croix-de-Feu antisemitisch.
De Duitse historicus Ernst Nolte beschouwt de Croix-de-Feu als een van de vormen van Frans fascisme, maar hij erkent dat ze niet alle kenmerken hadden die men aan het fascisme toeschrijft. Vooral Franse historici als René Rémond wijzen het fascistisch karakter af. Er is daarbij gewezen op hun gelijkenis met het latere gaullisme.